# Підсобне хозяйство
Підсо́бне хозя́йство (рос. Подсобное хозяйство) — присілок у складі Слободського району Кіровської області, Росія. Входить до складу Вахрушівського міського поселення.
Населення становить 54 особи (2010, 54 у 2002).
Національний склад станом на 2002 рік — росіяни 85 %.